# Le Plessis-Bouchard
Pour les articles homonymes, voir Le Plessis et Bouchard.
Le Plessis-Bouchard est une commune française située dans le département du Val-d'Oise, en région Île-de-France.
Ses habitants sont appelés les Plessis-buccardesiens.

## Géographie

### Localisation
Le Plessis-Bouchard  se situe en vallée de Montmorency, à 20 km au nord-ouest de Paris.

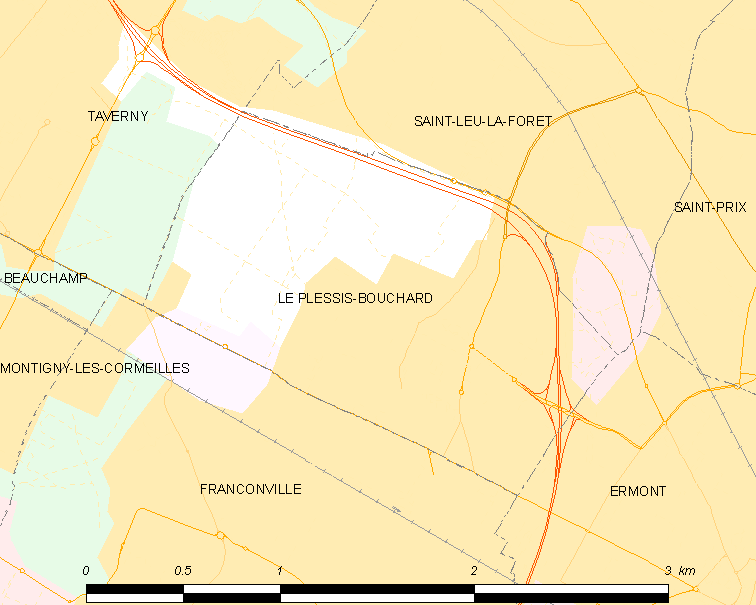
Carte de la commune.
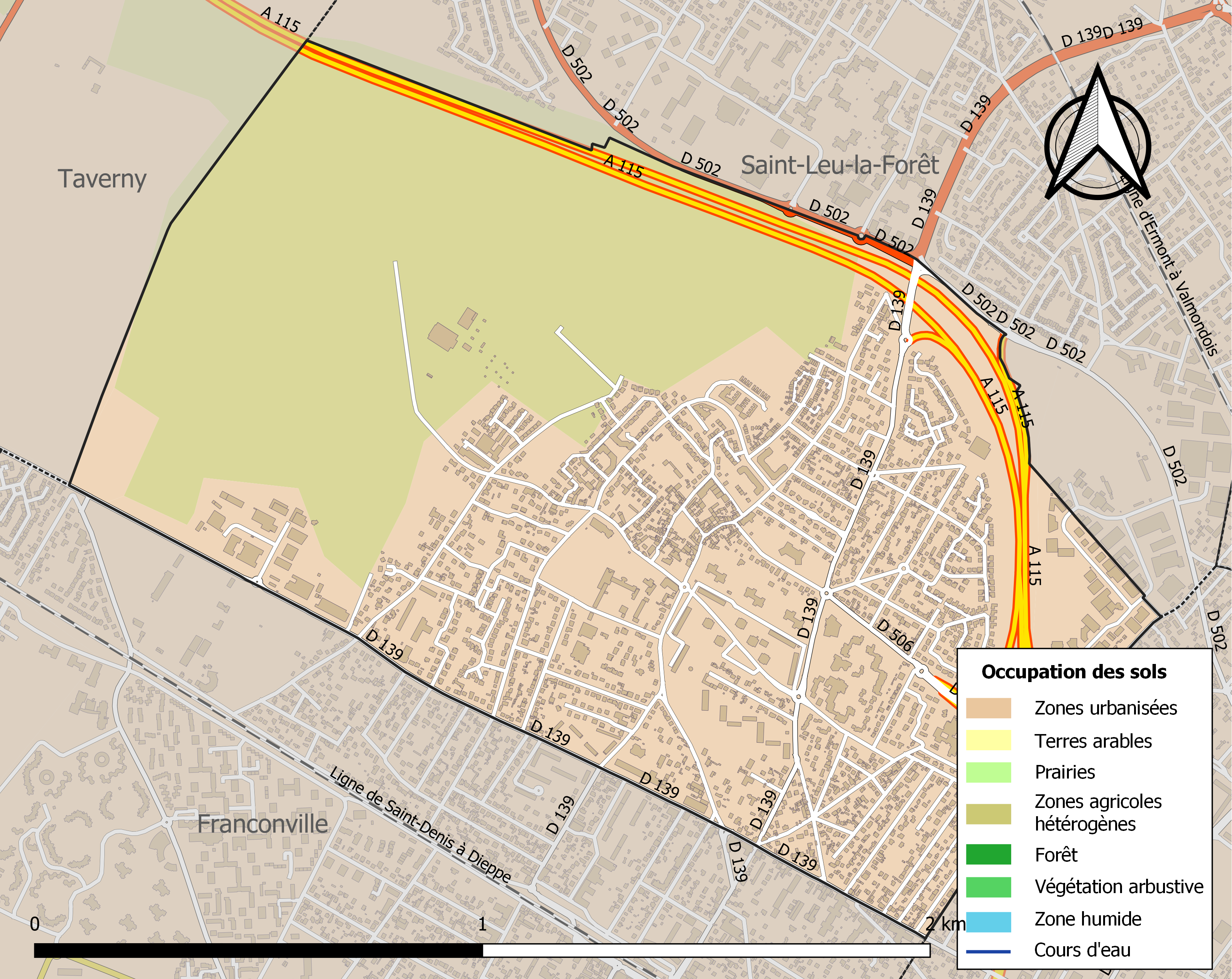
Occupation des sols.

### Communes limitrophes
La commune est limitrophe de Saint-Leu-la-Forêt (nord-est), Ermont (sud-est), Franconville (sud), Taverny (nord-ouest).
| Taverny |                  | Saint-Leu-la-Forêt |
|         | Plessis-Bouchard |                    |
|         | Franconville     | Ermont             |

### Climat
Pour des articles plus généraux, voir Climat de l'Île-de-France et Climat du Val-d'Oise.
En 2010, le climat de la commune est de type climat océanique dégradé des plaines du Centre et du Nord, selon une étude du CNRS s'appuyant sur une série de données couvrant la période 1971-2000. En 2020, Météo-France publie une typologie des climats de la France métropolitaine dans laquelle la commune est dans une zone de transition entre le climat océanique et le climat océanique altéré et est dans la région climatique  Sud-ouest du bassin Parisien, caractérisée par une faible pluviométrie, notamment au printemps (120 à 150 mm) et un hiver froid (3,5 °C). 
Pour la période 1971-2000, la température annuelle moyenne est de 11,7 °C, avec une amplitude thermique annuelle de 15,4 °C. Le cumul annuel moyen de précipitations est de 649 mm, avec 10,2 jours de précipitations en janvier et 7,7 jours en juillet. Pour la période 1991-2020, la température moyenne annuelle observée sur la station météorologique la plus proche, située sur la commune de Pontoise à 11 km à vol d'oiseau, est de 12,5 °C et le cumul annuel moyen de précipitations est de 666,7 mm,. Pour l'avenir, les paramètres climatiques de la commune estimés pour 2050 selon différents scénarios d'émission de gaz à effet de serre sont consultables sur un site dédié publié par Météo-France en novembre 2022.

## Urbanisme

### Typologie
Au 1er janvier 2024, Le Plessis-Bouchard est catégorisée grand centre urbain, selon la nouvelle grille communale de densité à sept niveaux définie par l'Insee en 2022.
Elle appartient à l'unité urbaine de Paris, une agglomération inter-départementale regroupant 407  communes, dont elle est une commune de la banlieue,,. Par ailleurs la commune fait partie de l'aire d'attraction de Paris, dont elle est une commune du pôle principal,. Cette aire regroupe 1 929 communes,.

### Voies de communication et transports
La commune est facilement accessible par la gare de Franconville - Le Plessis-Bouchard (Transilien Paris-Nord et ligne C du RER) ou par l'autoroute A15 puis A115 (sortie no 2).
La commune est également desservie par les lignes de bus de la compagnie Cars Lacroix, 30-14 et 30-27.

## Toponymie
Le nom Bouchard vient de Bouchard le Barbu, premier seigneur de Montmorency. « Plessis » vient, quant à lui, de « Plesi » (1237) ou « Plesseio » (1269), suivis de « Plesseyum » (1274) et « Plesseiz » (1281), évoquant la palissade qui devait entourer le village.
Anciennement Plesseyum Buccardi, puis Plessis au XIIe siècle, la ville est une des plus petites communes de la vallée de Montmorency.

## Histoire

### Antiquité et Moyen Âge
En des temps indéterminés, les premiers habitants du Plessis-Bouchard se sont installés dans un environnement peu favorable : bois, landes et marais. Pour se protéger de la faune venue de la forêt de Boissy toute proche (cerfs, chevreuils, sangliers...), ils entourent leur hameau de claies ou de haies (plaisses), d’où le nom du village. Mais ils disposent d’un atout, peut-être à l’origine de leur installation : la proximité de la chaussée Jules-César, construite dans le premier quart du Ier siècle.
Au XIIe siècle, le hameau du Plessis fait partie de la paroisse de Saint-Leu, diocèse de Paris. En 1192, Maurice de Sully, évêque de Paris, érige le Plessis-Bouchard en paroisse. La chapelle existante devient alors l’église Saint-Nicolas. Selon les usages de l’époque, elle est entourée d’un cimetière.
La plus ancienne mention connue du nom du Plessis-Bouchard remonte donc à la fin du XIIe siècle.

### Époque moderne

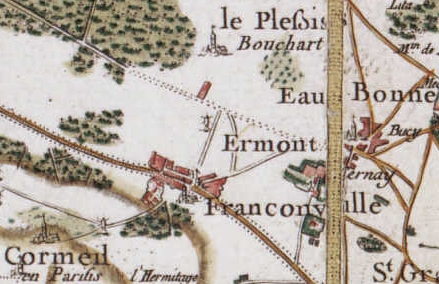
Le Plessis-Bouchard sur la carte de Cassini, vers 1780.

Peu peuplé, le village du Plessis ne constitue pas une seigneurie ou un fief en soi, d’où l’absence de seigneur résident et de château. On ne trouve pas non plus trace de moulin, ce qui oblige les habitants à utiliser celui du seigneur de Saint-Leu-la-Forêt pour moudre leurs grains. Celui-ci exerce d’ailleurs la haute, moyenne et basse justice. Il partage les terres du Plessis avec la commanderie des Templiers de la commanderie de Cernay.
Au XIVe siècle, Nicolas Louviers, prévôt des marchands de Paris, constitue grâce à des acquisitions successives un vaste domaine au cœur du village.
Au début de la Révolution française, le cahier de doléances des habitants indique : Nous sommes dans une misère extrême et hors d’état de satisfaire à nos impositions, vu la cherté du blé (art. 9). Les doléances des habitants sont multiples : chemins impraticables, intrusions de la faune forestière, absence d’accès à l’eau potable...
Le premier maire du Plessis-Bouchard, un certain Roch Alline, est vite destitué (1794). L’église, fermée en 1793, ne rouvrira qu’en 1804.

### Époque contemporaine
Au XIXe siècle, le Plessis-Bouchard connaît des transformations importantes : création de la première mairie-école (1840), translation du cimetière (1851), érection d’une fontaine (1862)... En 1874, la nouvelle mairie-école accueille une cinquantaine d’élèves, garçons et filles mélangés, rassemblés dans une classe unique. À la fin du siècle, la population est estimée à près de 400 habitants.
L'essor de la commune est assez récent, début du XXe siècle, dû essentiellement à l'arrivée du chemin de fer à proximité (Franconville).

## Politique et administration

### Rattachements administratifs et électoraux
Antérieurement à la loi du 10 juillet 1964, la commune faisait partie du département de Seine-et-Oise. La réorganisation de la région parisienne en 1964 fit que la commune appartient désormais au département du  Val-d'Oise et à son arrondissement de Pontoise, après un transfert administratif effectif au 1er janvier 1968. Pour l'élection des députés, elle fait partie de la troisième circonscription du Val-d'Oise.
La commune faisait partie de 1801 à 1931 du canton de Montmorency, année où elle intègre le canton de Taverny, puis en 1976, le canton de Beauchamp. Dans le cadre du redécoupage cantonal de 2014 en France, elle est désormais rattachée au canton de Domont.
Le Plessis-Bouchard fait partie de la juridiction d’instance de Montmorency, et de grande instance ainsi que de commerce de Pontoise,.

### Intercommunalité
La commune était membre fondateur de la communauté de communes Val-et-Forêt , créée en 2000, qui se transforme en communauté d'agglomération Val-et-Forêt.
Dans le cadre de la mise en œuvre de la loi MAPAM du 27 janvier 2014, qui prévoit la généralisation de l'intercommunalité à l'ensemble des communes et la création d'intercommunalités de taille importante, le préfet de la région d'Île-de-France approuve le 4 mars 2015 un schéma régional de coopération intercommunale qui prévoit notamment « l'extension du périmètre de la communauté d'agglomération Le Parisis aux communes de Frépillon, Saint-Leu-la-Forêt, Le Plessis-Bouchard, Ermont et Eaubonne ».
Dans ce cadre est créé le 1er janvier 2016 la communauté d'agglomération Val Parisis (CAVP), dont la commune est désormais membre.

### Tendances politiques et résultats
Malgré la réélection du maire centriste Gérard Lambert-Motte au premier tour de l'élection municipale de 2014, le Plessis-Bouchard compte désormais un conseiller municipal Front National Bleu Marine, élu avec 11,7 % des voix. L'arrivée du frontiste Richard Passard a modifié la composition "droite-gauche" des conseils municipaux précédents, et cette tendance s'est confirmée lors des élections départementales de 2015, lors desquelles Richard Passard a obtenu 31 % des voix au second tour dans le canton de Pontoise.

### Politique locale
La commune, dont la population est aisée ne dispose en 2015 que de 6,97 % de logements sociaux par rapport à son parc de résidences principales (dont aucun construit entre 2014-2016), bien loin des 25 % prévus par l'article 55 de la loi relative à la solidarité et au renouvellement urbains (loi SRU).
En conséquence, le préfet a constaté l'état de carence de la commune, entraînant le quadruplement de la contribution financière payée par la commune à l'État, qui payait déjà 120 000 € en 2016, malgré les protestations du maire, qui rappelle qu'en 1990, la ville ne comptait aucun logement social et que la construction de plusieurs centaines de logements est programmée.

### Liste des maires
| Période                                  | Période       | Identité                               | Étiquette       | Qualité |
| ---------------------------------------- | ------------- | -------------------------------------- | --------------- | --- |
| Les données manquantes sont à compléter. |               |                                        |                 | |
| 1789                                     | 1791          | Alexis Alline                          |                 | |
| 1791                                     | 1792          | Etienne Voisin                         |                 | |
| 1792                                     | 1799          | Alexis Alline                          |                 | |
| 1799                                     | 1808          | Louis Delot                            |                 | |
| 1808                                     | 1838          | Etienne Voisin                         |                 | |
| 1838                                     | 1846          | Jean Alline                            |                 | |
| 1846                                     | 1852          | Antoine Petroz                         |                 | |
| 1852                                     | 1860          | Pierre Voisin                          |                 | |
| 1860                                     | 1870          | Frédéric Gaillardet                    |                 | Homme de lettres et avocat |
| 1870                                     | 1871          | Pierre Voyer                           |                 | |
| 1871                                     | 1875          | Zoroastre Alexandre, dit Alexis Michal |                 | Ingénieur de la Ville de Paris |
| 1875                                     | 1876          | Henri Alline                           |                 | |
| 1876                                     | 1881          | Frédéric Gaillardet                    |                 | Homme de lettres, avocat et homme politique français |
| 1881                                     | avril 1883    | Henri Alline                           |                 | décès en cours de mandat |
| avril 1883                               | janvier 1884  | Léon Alline                            |                 | Adjoint faisant fonction de Maire |
| février 1884                             | mai 1884      | Joseph Jubert                          |                 | |
| juillet 1884                             | novembre 1885 | Raoul Frary                            |                 | Journaliste |
| décembre 1885                            | avril 1888    | Joseph Jubert                          |                 | |
| mai 1888                                 | avril 1892    | Alphonse Finot                         |                 | |
| mai 1892                                 | février 1897  | Evariste Eymond                        |                 | Officier d'Académie, Officier de l'Instruction Publique |
| mars 1897                                | décembre 1898 | Jules Voisin                           |                 | Démissionnaire en décembre 1898 |
| février 1899                             | 1900          | Evariste Eymond                        |                 | Officier d'académie, officier de l'Instruction publique |
| 1900                                     | 1903          | Jean-Baptiste Eymond                   |                 | |
| 1903                                     | 1904          | Noël Dubray                            |                 | |
| 1904                                     | 1908          | Jules Voisin                           |                 | |
| 1908                                     | 1909          | Amédée Poncet                          |                 | |
| 1909                                     | 1919          | Jules Voisin                           |                 | |
| 1919                                     | 1925          | Maurice Bernard                        |                 | |
| 1925                                     | 1929          | Jules Voisin                           |                 | |
| 1929                                     | 1947          | André Guillaumie                       |                 | |
| 1947                                     | 1959          | Théodule Villeret                      |                 | |
| mars 1959                                | mars 1989     | Yves Carric                            | DVD             | Cadre supérieur Conseiller général de Beauchamp (1976 → 1992) |
| mars 1989                                | 1997          | Jacques Templier                       |                 | Décès en cours de mandat |
| décembre 1997                            | En cours      | Gérard Lambert-Motte                   | DVD puis UMP-LR | Fonctionnaire du ministère de l'Equipement retraité Conseiller général de Beauchamp (2011 → 2015) Conseiller départemental de Taverny (2015 → ) Vice-président de la CA Communauté d'agglomération Val-et-Forêt ( ? → 2015) Vice-président de la CA Val Parisis (2016 → ) Réélu pour le mandat 2014-2020, |

### Jumelages
- Niederstetten (Allemagne).

## Population et société

### Démographie
L'évolution du nombre d'habitants est connue à travers les recensements de la population effectués dans la commune depuis 1793. Pour les communes de moins de 10 000 habitants, une enquête de recensement portant sur toute la population est réalisée tous les cinq ans, les populations de référence des années intermédiaires étant quant à elles estimées par interpolation ou extrapolation. Pour la commune, le premier recensement exhaustif entrant dans le cadre du nouveau dispositif a été réalisé en 2006.

En 2022, la commune comptait 8 333 habitants, en évolution de +1,25 % par rapport à 2016 (Val-d'Oise : +4 %, France hors Mayotte : +2,11 %).
| 1793 | 1800 | 1806 | 1821 | 1831 | 1836 | 1841 | 1846 | 1851 |
| ---- | ---- | ---- | ---- | ---- | ---- | ---- | ---- | ---- |
| 222  | 214  | 221  | 211  | 202  | 205  | 188  | 204  | 204  |

| 1856 | 1861 | 1866 | 1872 | 1876 | 1881 | 1886 | 1891 | 1896 |
| ---- | ---- | ---- | ---- | ---- | ---- | ---- | ---- | ---- |
| 208  | 218  | 243  | 244  | 265  | 307  | 340  | 353  | 395  |

| 1901 | 1906 | 1911 | 1921 | 1926  | 1931  | 1936  | 1946  | 1954  |
| ---- | ---- | ---- | ---- | ----- | ----- | ----- | ----- | ----- |
| 389  | 380  | 484  | 671  | 1 307 | 1 596 | 1 662 | 1 669 | 2 103 |

| 1962  | 1968  | 1975  | 1982  | 1990  | 1999  | 2006  | 2011  | 2016  |
| ----- | ----- | ----- | ----- | ----- | ----- | ----- | ----- | ----- |
| 2 953 | 3 820 | 5 600 | 5 400 | 6 138 | 7 006 | 7 666 | 7 763 | 8 230 |

| 2021  | 2022  | - | - | - | - | - | - | - |
| ----- | ----- | - | - | - | - | - | - | - |
| 8 393 | 8 333 | - | - | - | - | - | - | - |

### Enseignement
On trouve[Quand ?] sur le territoire communal un collège, deux écoles primaires et deux écoles maternelles[réf. nécessaire].

### Manifestations culturelles et festivités
Le centre culturel Jacques-Templier abrite[Quand ?] une bibliothèque et l'école municipale des Arts et de la Musique (E.M.A.M.)[réf. nécessaire].

### Santé
Au Plessis-Bouchard, on trouvait la clinique St-Nicolas rue Pasteur.
Une maison de retraite y est installée[Quand ?], rue Gabriel-Péri : Le Grand Clos[réf. nécessaire].

### Sports
Le Centre Magic Sports existe actuellement[Quand ?] et sert d'installation sportive. On y pratique le fitness, l'haltérophilie, etc. Il se situe devant le Grand Clos derrière les Hauts-de-Saint-Nicolas.

### Cultes
Il existe deux églises au Plessis-Bouchard : Saint-Nicolas (historique) et Saint-François (moderne)[réf. nécessaire].
Sur la place pavée de l'église Saint-Nicolas, se trouvent deux calvaires de pierre disposés sur leur piédestal de chaque côté de l'édifice.
L'église Saint-Francois-de-Sales, elle, est plus moderne ; son toit n'est pas piqué mais plat, où la Croix réside. Une mosaïque est installée sur le devant de l'autel. Elle représente les quatre évangélistes. Le Père Guillaume est le curé de la paroisse et gère les deux églises.

## Culture locale et patrimoine

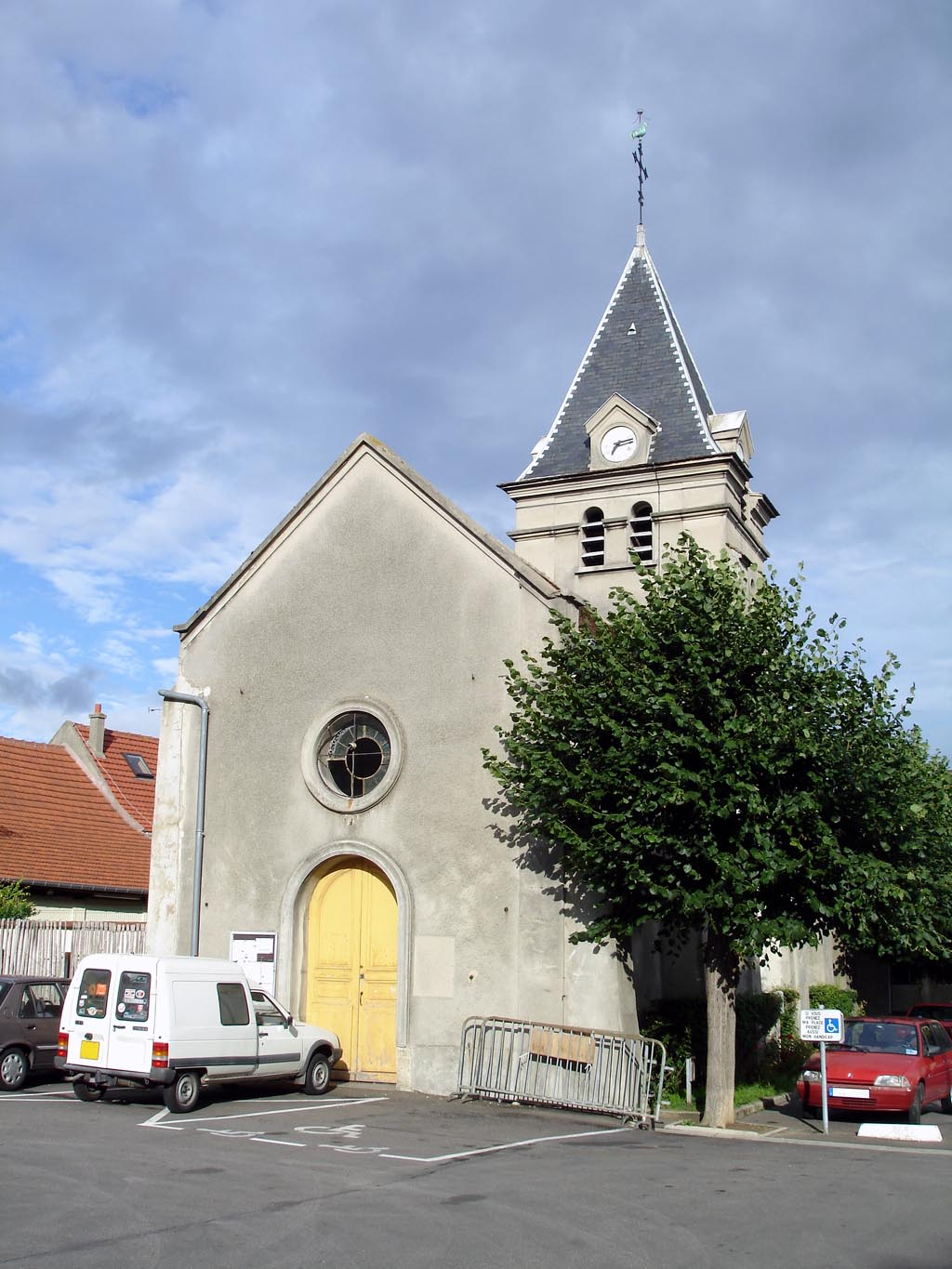
L'église Saint-Nicolas.

### Lieux et monuments
On peut signaler : 
- Église Saint-Nicolas, du XVIIe et XIXe siècle[32]
- Ferme, 14 rue Charles-de-Gaulle[32]
- Maison bourgeoise du XVIIIe siècle[32]
- Croix de 1893, rue Charles-de-Gaulle / rue Pierre-Brossolette[32]
- Mairie-école de 1874[32]
- Tombe franco-allemande de la guerre de 1870, au cimetière

Cette tombe réunit vingt-cinq soldats, tant français qu'allemands, tombés pendant la guerre de 1870. À l'exception d'un certain William Meinecke (1844-1871), leur identité n'est pas indiquée.

### Personnalités liées à la commune
- Frédéric Gaillardet (1808-1882), homme de lettres, avocat, homme politique et maire du Plessis-Bouchard où il est mort.
- Richard Pottier (1906-1994), réalisateur français d'origine autrichienne (né Ernst Deutsch), mort au Plessis-Bouchard.
- Sébastien Tellier (1975-), chanteur, né au Plessis-Bouchard.
- Romain Mesnil (1977-), athlète, né au Plessis-Bouchard.
- Lorie Pester (1982-), chanteuse, née au Plessis-Bouchard.
- Stéphanie Frappart (1983-), arbitre internationale de football, née au Plessis-Bouchard.
- DJ Snake (1986-), disc jockey, a grandi au Plessis-Bouchard.

### Héraldique
| Blason de Le Plessis-Bouchard | Blason  | Coupé : au premier d'or à la croix de gueules cantonnée de seize alérions d'azur ordonnés 2 et 2, au second aussi d'azur à l'enclos d'argent entouré d'une haie circulaire d'or. |
| Blason de Le Plessis-Bouchard | Détails | Au 1er figurent les armes de la famille de Montmorency afin de marquer le souvenir de Bouchard le Barbu, seigneur du lieu ; au 2d, l’enclos entouré d’une haie circulaire stylisée concrétise l’étymologie de Plessis, qui désigne un enclos entouré de pieux et de branches entrelacés. |